# 韓鸞
韓鸞（1472年—？），字應和，直隸揚州府泰州人，軍籍，明朝政治人物。

## 生平
正德五年（1510年）庚午科應天府鄉試第十五名舉人。正德六年（1511年）中式辛未科會試第一百九十六名，登第三甲第一百一十七名進士。曾官廣東廉州府知府。

## 家族
曾祖韓旺；祖父韓綱；父韓琇，母王氏。慈侍下。